# Saprencyrtus casuarinae
Saprencyrtus casuarinae is een vliesvleugelig insect uit de familie Encyrtidae. De wetenschappelijke naam is voor het eerst geldig gepubliceerd in 1934 door Girault.